# Solenocera pectinulata
Solenocera pectinulata är en kräftdjursart som beskrevs av Kubo 1949. Solenocera pectinulata ingår i släktet Solenocera och familjen Solenoceridae. Inga underarter finns listade i Catalogue of Life.